# Astronomisches Observatorium Peking
Das Astronomische Observatorium Peking (chinesisch 北京天文臺 / 北京天文台, Pinyin Běijīng Tiānwéntái) im Stadtbezirk Chaoyang, Datun-Straße 20a, war eine astronomische Forschungseinrichtung der Chinesischen Akademie der Wissenschaften, die im April 2001 in den Nationalen Astronomische Observatorien aufging. Durch die Verstädterung des einstigen Randbezirks Chaoyang ist in der Datun-Straße keine astronomische Beobachtung mehr möglich. Heute befindet sich dort die Hauptverwaltung der Nationalen Astronomischen Observatorien der Chinesischen Akademie der Wissenschaften.

## Geschichte
Seit den 580er Jahren, zu Beginn der Sui-Dynastie, gab es in der Kaiserlichen Palastbibliothek (祕書省, Pinyin Bìshūshěng) ein Astrologisches Büro (太史曹, Pinyin Tàishǐcáo), das neben der Erstellung des Kalenders und der Beaufsichtigung der Wasseruhr (die Palastwachen wechselten alle zwei Stunden) auch astronomische Beobachtungen durchführte. Mehrmals umbenannt trug die Behörde, immer noch der Palastbibliothek unterstellt, ab 758 den Namen „Büro für Astronomie“ (司天臺, Pinyin Sītiāntái). 1267 kam auf Einladung von Kublai Khan der persische Astronom Jamal ad-Din nach Peking und brachte moderne astronomische Instrumente mit. Daraufhin wurde das Büro für Astronomie aus dem Apparat der Palastbibliothek herausgenommen und als „Amt für Astronomie“ (司天監, Pinyin Sītiānjiān) eine eigenständige Behörde innerhalb der Reichsregierung. Die Aufgaben des Amts für Astronomie waren neben der jährlichen Herausgabe des offiziellen Kalenders hauptsächlich die Durchführung von astronomischen Beobachtungen und Anfertigung von Aufzeichnungen darüber sowie die Ausbildung von Studenten der Astronomie.
1279 ließen die Astronomen Guo Shoujing und Wang Xun gut 2 km südöstlich des Kaiserpalasts, etwas außerhalb der Yuan-zeitlichen Stadtmauer einen Beobachtungsturm aus Stampflehm bauen, der außen mit gebrannten Ziegeln verkleidet war. Auf der Plattform wurden die persischen Beobachtungsgeräte aufgestellt.
1370, im 3. Jahr der Ming-Dynastie, wurde das Amt für Astronomie in „Kaiserliches Sternkundeamt“ umbenannt
und 1442 an der Stelle des originalen Beobachtungsturms, in die neue Stadtmauer integriert, das heutige „Alte Observatorium von Peking“ errichtet. Es kamen neue Instrumente hinzu, aber im Prinzip blieb der Turm bis 1926 in Betrieb. Nach der Xinhai-Revolution von 1911 und dem Sturz der Qing-Dynastie wurde das Observatorium 1912 in „Zentrales Observatorium“ (中央觀像臺, Pinyin Zhōngyāng Guānxiàngtái) umbenannt und dem Ministerium für Bildung unterstellt. 1921 wurde an der Nordostecke des Turms ein dreistöckiges Gebäude dazugebaut, das nun als Observatorium diente. Ab 1929 wurden dort jedoch nur noch meteorologische Beobachtungen durchgeführt; der Turm wurde ein Museum. Die staatlich finanzierte Astronomie – das Astronomische Observatorium Shanghai wurde damals noch von Jesuiten betrieben – fand nun unter dem Dach des Instituts für Astronomie der 1928 gegründeten Academia Sinica in der Sternwarte am purpurnen Berg bei Nanjing statt.
Nach der Gründung der Volksrepublik China begann die Chinesische Akademie der Wissenschaften ab 1958 in Peking ein modernes Observatorium aufzubauen, zunächst die Hauptstelle in der Datun-Str. 20a am nördlichen Stadtrand, unweit der Universität Peking und der Tsinghua-Universität, dann Außenstellen, sogenannte „Beobachtungsbasen“ (观测基地, Pinyin Guāncè Jīdì) in Xinglong, Huairou,
Miyun, Shahe
und Wuqing.

## Observatorium Miyun
Das Astronomische Observatorium Peking befasste sich nach seiner Gründung primär mit Sonnenbeobachtungen, zunächst mit optischen Instrumenten. 1964 begann man sich jedoch über ein Radioobservatorium Gedanken zu machen, und im Dezember jenes Jahres war die Wahl für einen Standort auf die damalige Volkskommune Bulaotun im Kreis Miyun gefallen, ca. 80 km nordöstlich der Hauptverwaltung am Fuß des Yan-Gebirges. Nach Ausarbeitung detaillierter Pläne billigte die Akademie der Wissenschaften am 8. Oktober 1966, völlig unbeeindruckt von der im Mai jenes Jahres ausgebrochenen Kulturrevolution, den Antrag der Pekinger Astronomen, dort eine radioastronomische Beobachtungsstation einzurichten. 1967 war die Station einsatzbereit. 16 Antennen mit jeweils 9 m Durchmesser, jede davon ausgerüstet mit einem Empfänger für 146 MHz, standen genau in Ost-West-Richtung in einer Linie, jeweils 72 m voneinander entfernt, und bildeten damit ein Interferometer mit einer variablen Basislinienlänge von 72 m bis 1080 m. Mit dieser Anlage (die heutige „Antennengruppe A“) begann man, von Sonneneruptionen ausgelöste Radioblitze vom Typ I und die sie begleitenden magnetischen Stürme zu beobachten, die unter anderem die Funktion von Radaranlagen störten.

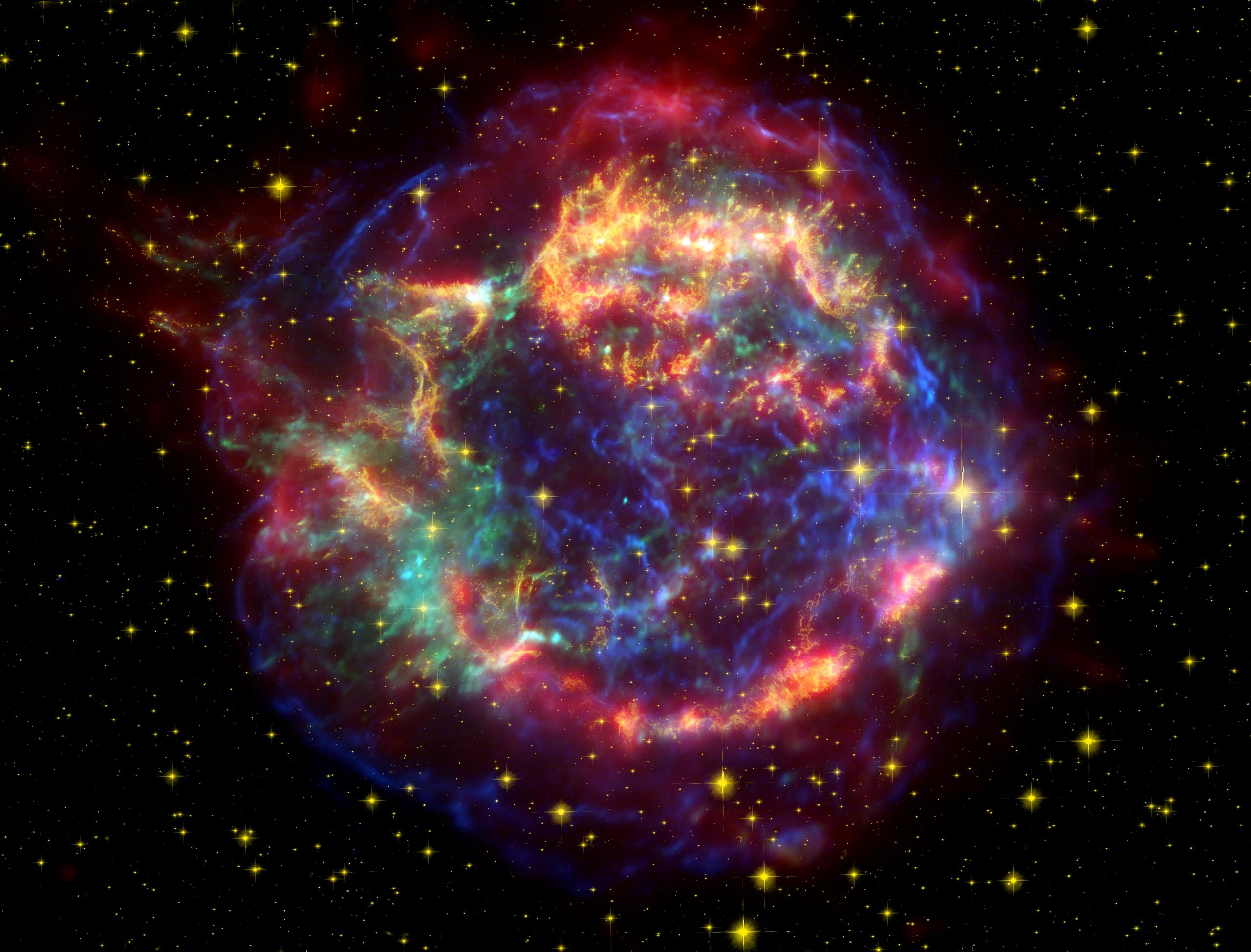
Cassiopeia A

1974 wurde die Antennengruppe A um eine weitere, in Nord-Süd-Richtung ausgerichtete Reihe von 16 Antennen ergänzt. Alle Antennen der Anlage wurden nun mit Empfängern für 450 MHz ausgerüstet, Anfang der 1980er Jahre dann mit Empfängern für 232 MHz. Nach einigen Schwierigkeiten gelang es, die Antennen zu einem virtuellen Großteleskop mit synthetischer Apertur zusammenzuschalten, international unter der Bezeichnung Miyun Synthesis Radio Telescope bzw. MSRT bekannt. Am 26. Dezember 1983 gelang es damit, ein zweidimensionales Bild der Radioquelle Cassiopeia A (ein Supernova-Überrest) aufzunehmen. Etwa 1985 wurde die Anlage auf die heutige Anordnung umgestellt, mit den ursprünglichen 16 Antennen in der Mitte sowie links und rechts davon jeweils 6 Antennen, ebenfalls mit 9 m Durchmesser und jeweils 12 m voneinander entfernt – die sogenannte „Antennengruppe B“. Die Arbeitsfrequenz der Anlage ist weiterhin 232 MHz, mit einer Bandbreite von 1,5 MHz. Seit Mai 1998 wird das MSRT wieder für tägliche Sonnenbeobachtungen verwendet; seine Empfindlichkeit liegt bei 0,003 Solar Flux Units, die Auflösung bei 3,8 Winkelminuten.
Zum Vergleich: der Sibirische Radioheliograph in Burjatien hat eine Empfindlichkeit von 0,01 SFU und eine Auflösung von 1,2 Winkelminuten.
Im Rahmen eines Forschungsprojekts zum Aufspüren von Gravitationswellen mittels Langzeitbeobachtung einer Gruppe von Millisekunden-Pulsaren machte Wang Shouguan (王绶琯, * 1923) im Jahr 2000 den Vorschlag, bei der damaligen Beobachtungsstation Miyun (密云观测站) ein einfaches L-Band-Radioteleskop mit 50 m Durchmesser zu bauen. Nach der Ausarbeitung der Details (Aluminiumplatten für die inneren 30 m, geschweißtes Metallgitter für den Rand) und dem Vollzug der damals bereits in die Wege geleiteten Vereinigung von 5 Observatorien, 3 Stationen und dem Astronomischen Messgerätezentrum in Nanjing zu den Nationalen Astronomischen Observatorien der Chinesischen Akademie der Wissenschaften am 21. April 2001 holten die Pekinger Astronomen in der zweiten Jahreshälfte 2001 von vier einheimischen Instituten Angebote zum Bau einer solchen Parabolantenne ein. Man verglich die Entwürfe, und nach Berücksichtigung der Erfahrung, die die einzelnen Institute beim Bau von Radioteleskopen hatten, entschied man sich für das 54. Forschungsinstitut der China Electronics Technology Group Corporation (中国电子科技集团公司第五十四研究所, Pinyin Zhōngguó Diànzǐ Kējì Jítuán Gōngsī Dì Wǔshísì Yánjiūsuǒ), das damals der Abteilung für elektronische Kampfführung des Generalstabs unterstand (seit dem 1. Januar 2016 der Strategischen Kampfunterstützungstruppe der Volksbefreiungsarmee).
Im Zusammenhang mit dem Mondprogramm der Volksrepublik China wurde das Ende 2005 fertiggestellte Teleskop nicht nur mit L-Band-Empfängern für 2,3 GHz sowie 1,4 und 1,665 GHz, sondern auch mit einem gekühlten X-Band-Empfänger für 8,3 GHz und zwei bei Raumtemperatur arbeitenden S-Band-Empfängern für 2,15 und 5 GHz ausgestattet.
Zusammen mit dem 40-m-Radioteleskop in Kunming wurde Miyun als Teil des Bodensegments der Chang’e-Missionen für den Empfang der Daten von den wissenschaftlichen Nutzlasten eingeteilt.
Neben seiner Rolle als Empfangsantenne für Nutzlastdaten ist die 50-m-Antenne auch ein Teil des Chinesischen VLBI-Netzwerks. Im Rahmen des CVN kann es mit anderen Großteleskopen bei Shanghai, Ürümqi und Kunming zu einer Antenne von der Größe Chinas zusammengeschaltet werden und damit auch Radioquellen in weit entfernten Galaxien beobachten. Während der kritischen Phasen der chinesischen Tiefraummissionen wenn sich die Sonde im Anflug auf ihr Ziel befindet, und zur genauen Bestimmung von Orbitaldaten, wird Miyun zusammen mit den anderen Großteleskopen der Akademie der Wissenschaften von der Volksbefreiungsarmee zur Mithilfe bei ihrem vom Satellitenkontrollzentrum Xi’an koordinierten Deep-Space-Netzwerk herangezogen, ursprünglich technisch getrennt, seit 2013 über die vom Astronomischen Observatorium Shanghai entwickelte eVLBI-Software mit den militärischen Tiefraumstationen in Kaschgar und Giyamusi vernetzt.
Nachdem die Staatliche Kommission für Entwicklung und Reform 2006 das Weltraumwetter-Beobachtungsprojekt Meridian des Nationalen Zentrums für Weltraumwissenschaften und weiterer Institutionen genehmigt hatte, wurde Miyun, wo man mit der MSRT-Anlage bereits 2001 vom Sonnenwind ausgelöste Interplanetare Szintillationen beobachtet hatte, eines der 15 daran teilnehmenden Observatorien. Dadurch konnten die Pekinger Astronomen auf Fördermittel zugreifen, um in Miyun eine IPS-Beobachtungsanlage einzurichten. Da man bereits über die 50-m-Parabolantenne mit X- und S-Band-Empfängern verfügte, brauchte man nur noch Dezimeterwellen-Empfänger für 232, 327 und 611 MHz zu entwickeln, dazu kam dann noch eine aufwendige Datenverarbeitung. Nach einer längeren Phase von Tests, Fehlersuche und Optimierung bestand das IPS-Beobachtungssystem am 27. September 2011 bei einem realen Versuch mit den Quasaren 3C 273 und 3C 279 als Radioquellen seinen ersten Einsatz.
Derartige Beobachtungen sind nur möglich solange Miyun keine Sichtverbindung zum Mond hat, also für etwa 12 Stunden pro Tag. Die Arbeit für das Bodensegment der Tiefraummissionen hat Vorrang.
Neben der 50-m-Antenne verfügt das Observatorium Miyun noch über eine 2015 ursprünglich als 35-m-Antenne konzipierte, dann aber mit 40 m Durchmesser ausgeführte Parabolantenne, die bei der für November 2017 geplanten Probenrückführmission Chang’e 5 zusammen mit der 50-m-Antenne und der Antenne in Kunming Nutzlastdaten empfangen sollte.
Nach einem Fehlstart der für diese Mission vorgesehenen Trägerrakete Langer Marsch 5 im Juli 2017 wurde die Mission zum Mond auf 2020 verschoben.
Außerdem wurde 2004–2006 auf der Ostseite des Geländes, gemeinsam finanziert von der Nationalen Stiftung für Naturwissenschaften,
der Akademie der Wissenschaften und den Nationalen Observatorien, ein 1:10-Modell des damals in der Planungsphase befindlichen 500-m-Radioteleskops FAST gebaut, mit einer aus Stahlbeton modellierten Grube, die die natürliche Karstmulde am Originalstandort in Guizhou darstellen soll, einem von Masten getragenen Ring, dem daran befestigten Seilnetz, darauf montierten Reflektorelementen und vor allem den Zugseilen, mit denen die Fokuskabine positioniert und der Spiegel in Parabolform gebracht wird. Mit diesem funktionsfähigen Modell wurden reale Beobachtungen an Pulsaren und H-I-Gebieten durchgeführt, um die bei FAST zum Einsatz kommenden Technologien zu testen und zu verbessern. 40° 33′ 27,9″ N, 116° 58′ 36,1″ O

## Sonnenobservatorium Huairou
Am 20. September 1978 hatte die Akademie der Wissenschaften einen Plan der Pekinger Astronomen genehmigt, auf einer Insel im großen Speichersee des damaligen Kreises Huairou ein Sonnenobservatorium zu bauen. Dem war eine lange Standortsuche vorangegangen und es dauerte dann auch noch sechs Jahre, bis das Observatorium (怀柔太阳观测基地, Pinyin Huáiróu Tàiyáng Guāncè Jīdì) im November 1984 in Betrieb genommen werden konnte.
In China war man damals besonders am Magnetfeld und dem Geschwindigkeitsfeld der Sonne interessiert. Parallel zu den Bauarbeiten in Huairou konstruierte Ai Guoxiang (艾国祥, * 1938) zusammen mit den Technikern vom Zentrum für Astronomische Messgeräte der Akademie der Wissenschaften in Nanjing ein 35-cm-Teleskop zur Beobachtung des Sonnenmagnetfelds.
Das Teleskop besteht aus einem Vakuumrefraktor, einem Doppelbrechungs-Farbfilter für die Auswahl der zu beobachtenden Wellenlängen und einem Polarisator für die Messung des Magnetfelds in der Photosphäre der Sonne. Damit kann über den Zeeman-Effekt (die Aufspaltung von Spektrallinien durch ein Magnetfeld) die senkrechte Komponente des Magnetfelds mit einer Genauigkeit von 10 Gauß gemessen werden, die waagrechte Komponente mit einer Genauigkeit von 150 Gauß. Das radiale Geschwindigkeitsfeld der Sonne kann über die Dopplerverschiebung der beobachteten Spektrallinie – meist FeI 5324 Å (Photosphäre), manchmal Hβ 4861 Å (Chromosphäre) – mit einer Genauigkeit von 30 m/s bestimmt werden.

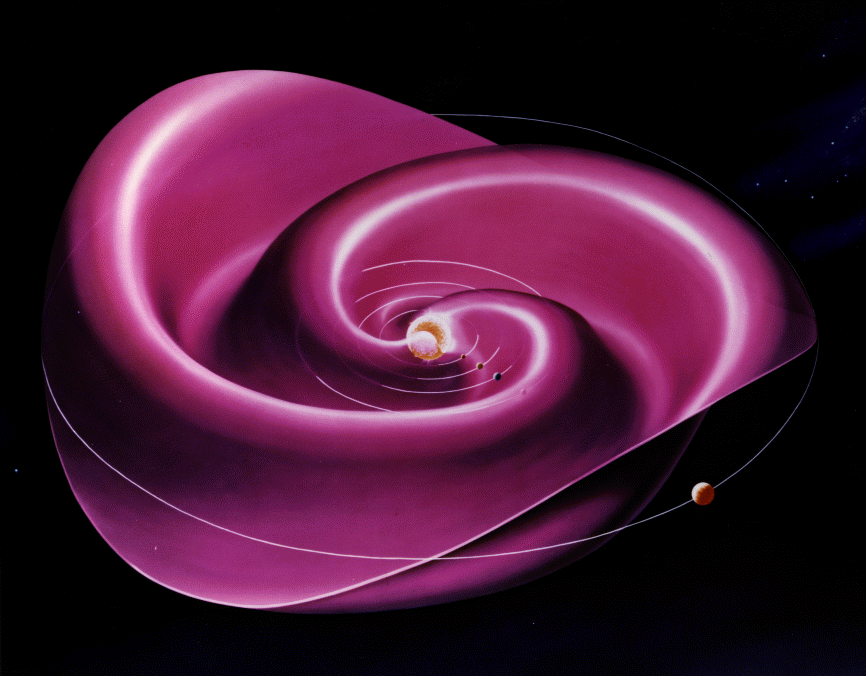
Die heliosphärische Stromschicht

Bereits seit 1987 arbeiten Ai Guoxiang und seine Kollegen mit dem Big Bear Solar Observatory in Kalifornien bei einem weltweiten Projekt zur ständigen Beobachtung des Sonnenmagnetfelds zusammen, außerdem gibt es gemeinsame Projekte mit Observatorien in Japan, Frankreich und Russland. Forschungsschwerpunkte sind neben den Veränderungen des Sonnemagnetfelds die Beobachtung der heliosphärischen Stromschicht an der Grenze zwischen nördlicher und südlicher Sonnenhemisphäre, die Beobachtung von koronalen Löchern sowie die dreidimensionale Extrapolation des Sonnenmagnetfelds auf der Basis dieser Beobachtungen.
Im August 1991 wurde im Sonnenobservatorium ein 10-cm-Refraktor mit einer Brennweite von 120 cm installiert, mit dem die gesamte Sonnenoberfläche auf einmal fotografiert werden kann. Nach mehrjährigem Versuchsbetrieb und wiederholter Verbesserung der Komponenten wurde dieses Teleskop 1994 offiziell in Betrieb genommen. Während das 35-cm-Teleskop ein heimisches Produkt ist, kamen hier eine MegaPlus CCD-Kamera von Kodak-Videk mit 1342 × 1037 Pixeln
und ein hochauflösendes Bildverarbeitungssystem aus den USA zum Einsatz. Damit kann die senkrechte Komponente des Sonnenmagnetfelds mit einer Genauigkeit von 1 Gauß gemessen werden, die waagrechte Komponente mit einer Genauigkeit von 50 Gauß.
Die Datenverarbeitung erfolgt nicht in Huairou, sondern in der Hauptverwaltung in der Datun-Straße.
Daneben besitzt das Sonnenobservatorium Huairou heute noch ein 14-cm-H-alpha-Teleskop zur Beobachtung der Chromosphäre, ein 8-cm-Teleskop zur Beobachtung der gesamten Sonnenoberfläche in der CaII 3933 Å Spektrallinie, sowie ein 60-cm-Dreikanal-Teleskop.
Wie die 1968 in Betrieb genommene Beobachtungsstation Xinglong (兴隆观测站) 100 km nordöstlich von Peking, schon auf dem Gebiet von Chengde, wo man optische Sternbeobachtungen macht,
ist das Sonnenobservatorium Huairou ein Campus der Universität der Chinesischen Akademie der Wissenschaften. Sechs Professoren betreuen hier Doktoranden, die an Dissertationen zum Thema Sonnenmagnetfeld sowie Konstruktion, automatische Steuerung und Bildverarbeitung von optischen Sonnenteleskopen arbeiten. 40° 18′ 57,4″ N, 116° 35′ 40,1″ O

## Beobachtungsbasis Shahe
Die Beobachtungsbasis Shahe (沙河观测基地, Pinyin Shāhé Guāncè Jīdì) wurde am 1. Juni 1960 offiziell in Betrieb genommen, zunächst als Zeitgeber für den Chinesischen Rundfunk (中央人民广播电台), das damalige Peking-Fernsehen (seit 1978 CCTV) und die offizielle Peking-Zeit. Zu Beginn verwendete man noch eine Röhren-Quarzuhr, in den 1970er Jahren dann eine Transistor-Quarzuhr, in den 1980er Jahren eine Rubidium-Atomuhr, und in den 1990er Jahren eine kleine Cäsium-Atomuhr.
1980 wurde ein vom Zentrum für Astronomische Messgeräte der Akademie der Wissenschaften in Nanjing hergestelltes Doppelrohr-Sonnenteleskop installiert, mit einem 18-cm-Refraktor für die Beobachtung der Photosphäre und einem 25-cm-Refraktor für die Beobachtung der Chromosphäre. Ebenfalls vom Zentrum für Astronomische Messgeräte kam ein 20-cm-Binokular-Fernrohr mit integriertem Theodolit für die Bahnverfolgung von Satelliten.
1986 wurde die Beobachtungsstation Shahe zum Periheldurchgang des Halleyschen Kometen für die Öffentlichkeit geöffnet. In jenem Jahr kamen fast 10.000 Schüler, Politiker, Bürger Pekings und ausländische Touristen, um unter fachkundiger Anleitung den Kometen zu beobachten. Auch zu Meteorströmen kamen viele Besucher, 1998 zum Beispiel fast 3000. Als das Observatorium als solches 2002 geschlossen wurde, ließ man die originalen Instrumente, Atomuhren etc. vor Ort. Nach einem von den Nationalen Astronomischen Observatorien der Chinesischen Akademie der Wissenschaften und der Yurong-Schule (北京市育荣实验学校, eine Art Waldorfschule) im Changpinger Straßenviertel Huilongguan gemeinsam erarbeiteten Konzept wurde dort die „Ausbildungsbasis der Nationalen Observatorien für die Popularisierung von Astronomie“ (国家天文台天文科普教育基地) eingerichtet, wo die Besucher in einer Ausstellungshalle Modelle der antiken und modernen Observatorien Chinas besichtigen und, unter Anleitung, mit den originalen Teleskopen auch selbst Sonnen- und Himmelsbeobachtungen machen können. 40° 6′ 5,8″ N, 116° 19′ 45″ O

## Navigations- und Kommunikationszentrale Tianjin
Am 15. August 2012 begannen die Nationalen Astronomischen Observatorien der Chinesischen Akademie der Wissenschaften mit den Planungen und dem Grundstückskauf für eine sogenannte „Navigations- und Kommunikationszentrale“ in der Kuoliang-Straße, Großgemeinde Daliang, Stadtbezirk Wuqing im Westen der Regierungsunmittelbaren Stadt Tianjin (天津导航通信中心站, Pinyin Tiānjīn Dǎoháng Tōngxìn Zhōngxīnzhàn). Mit einer Investition von 880 Millionen Yuan (von der Kaufkraft her fast 1 Milliarde Euro) sollte hier ein System aufgebaut werden, das mit zunächst 6 eigenen Satelliten und 5 auf dem Gelände aufgestellten Parabolantennen für sich langsam bewegende Kunden (Schiffe od. ähnl.) im Asien-Pazifik-Raum jede Minute ein Ortsbestimmungssignal zur Verfügung stellte, zum Preis von 0,30 Yuan pro Signal. Außerdem sollten über das System auch Telefongespräche möglich sein, zum Preis von 1 Dollar/Minute. Mit der Anfangsausrüstung konnte das System 100.000 Kunden bedienen, was, selbst wenn nur 10 % der Kunden an einem gegebenen Tag die Dienstleistungen in Anspruch nehmen würden, für die Nationalen Observatorien beträchtliche Einnahmen generieren würde – man ging damals von 157 Millionen Yuan pro Jahr allein aus dem Navigationsdienst aus. Am 18. Juni 2013 fand der erste Spatenstich auf dem 4,2 ha großen Gelände statt. Die Regierung der Großgemeinde Daliang unterstützte das Projekt in großzügiger Weise und ermöglichte es den NAOC, mit den Bauarbeiten zu beginnen und die notwendigen Genehmigungen nachträglich einzuholen. Dadurch waren im November 2013 bereits 90 % der Bauarbeiten abgeschlossen.
Da bei der Marsmission Tianwen-1 auf Orbiter und Rover insgesamt 13 wissenschaftliche Instrumente zum Einsatz kommen, die eine große Menge Daten an das Bodensegment der Mission in der NAOC-Hauptverwaltung in Peking funken, beschlossen die Nationalen Observatorien, zusätzlich zu den bestehenden Antennen in Miyun und Kunming auf dem Gelände in Daliang eine weitere Bodenstation speziell für den Empfang von Nutzlastdaten zu errichten, wegen der Signaldämpfung über die 400 Millionen Kilometer Entfernung mit einer großen Parabolantenne von 70 m Durchmesser. Außerdem befinden sich auf den Landern der Mondsonden Chang’e-3 und Chang’e-4 Nutzlasten, die noch viele Jahre, also parallel zur Marsmission, Daten zur Erde senden werden, die von den Antennen des Bodensegments ebenfalls empfangen werden müssen. Die Entpackung und Weiterverarbeitung der zwecks Vorwärtsfehlerkorrektur mit einem Faltungscode verschlüsselten Daten erfolgt dann für Mond und Mars in getrennten Büros.
Wie bei der 50-m-Antenne in Miyun gab es ein Ausschreibungsverfahren, und im Juni 2017 entschied man sich auf einer in Xi’an abgehaltenen Konferenz für den Entwurf des 39. Forschungsinstituts der China Electronics Technology Group Corporation, das 2005/2006 bereits das 40-m-Radioteleskop in Kunming gebaut hatte. Für Planung und Bauaufsicht bei den Erdarbeiten und der Erstellung der Fundamente war das dem Stadtbauamt Tianjin unterstehende Ingenieurbüro Tiankan (天津市天勘建筑设计院, Pinyin Tiānjīn Tiānkān Jiànzhù Shèjìyuàn) zuständig, für die Bauausführung die Chinesische Raumfahrtbau GmbH (中航天建设工程有限公司), eine Tochterfirma der China Aerospace Science and Industry Corporation.
Die Grundsteinlegung für die neue Antenne fand Ende Oktober 2018 statt.
Zuerst wurden auf einer kreisförmigen Fläche 105 Stahlrohre von jeweils 1 m Durchmesser 65 m tief in das Marschland getrieben, darauf wurde ein Schienenring montiert.
Am 25. April 2020 wurde die Schüssel auf das Drehgestell gehoben.
Der Versuchsbetrieb begann im Oktober 2020, und am 3. Februar 2021 fand die endgültige Abnahme der Antenne statt.
Die nach dem Cassegrain-Prinzip arbeitende Antenne kann – wie das äußerlich ähnlich aussende Radioteleskop Effelsberg – auf der kreisförmigen Schiene rotieren, während die Schüssel um eine Querachse geschwenkt wird. Das Gesamtgewicht des 72 m hohen Teleskops beträgt 2700 t. Die 450 t schwere Schüssel ist in 16 Kreisen mit insgesamt 1328 Platten ausgelegt. Die Antenne besitzt gekühlte Empfänger für die Frequenzbänder S, X und Ku. Im X-Band beträgt der Wirkungsgrad der Antenne ab einem Elevationswinkel von 10° bis zu 60 %. Es ist geplant, diese Antenne auch bei der für 2025 angesetzten Mission Tianwen-2 zu dem erdnahen Asteroiden (469219) Kamoʻoalewa und dem Hauptgürtelkometen 311P/PANSTARRS einzusetzen.
Laut Li Chunlai, dem Leiter der Abteilung für Mond- und Tiefraumerkundung (月球与深空探测研究部) bei den Nationalen Astronomische Observatorien, müssen dafür jedoch weitere Empfänger und speziell auf diese Mission zugeschnittene Datenverarbeitungssysteme installiert werden. 39° 32′ 11,7″ N, 117° 5′ 52,2″ O